# やまと 691
やまと 691（Yamato 691）は、1969年12月21日、南極大陸のやまと山脈で発見された石質隕石である。
1969年、第10次南極地域観測隊の吉田勝、成瀬廉二、吉川暢一、上田豊（あげた ゆたか）、八木実が南極氷河流動測定のために、やまと山脈で活動するうちに、9個の隕石を発見した。吉田が南極出発前に牛来正夫からたまたま隕石を土産にと言われていたのが発見のきっかけとなったというのは有名なエピソードである。
やまと Y-691は1969年に発見された9個のうち最大の隕石で、重量は715gである。エンスタタイト・コンドライト(EH3)に分類される石質隕石である。初め、隕石が固まって見つかったのは隕石雨があったためと考えられたが、成因（成分）の異なる隕石が含まれていることが分かり、南極大陸の山脈地域に、隕石を集積する機構があることが判明し、この後、南極での隕石の大量発見につながった。
2011年4月、NASAとアメリカ、日本および韓国の共同研究者らがやまと691から硫黄とチタンの2種類の元素からできた新種の鉱物「Wassonite」を発見したと公表された。やまと691は火星と木星の間を周回していた小惑星に起源を持つと考えられ、Wassoniteは約45億年前に出来たとされる。

## 参考図書
1. 1 2  “Scientists Find New Type of Mineral in Historic Meteorite”.   NASA (2011年4月5日). 2011年4月6日閲覧。

- 『南極観測隊』～南極に情熱を燃やした若者たちの記録～、日本極地研究振興会発行／南極OB会・観測五十周年記念事業委員会編集（技報堂出版：2006年11月）ISBN 4765544508